# Дю Лондель, Маргарита
Маргарита Дю Лондель (швед. Marguerite Du Londel , имя при рождении фр. Jeanne-Pierre-Marie–Marguerite Morel, 1737—1804) — французская балерина, актриса и певица (сопрано). Наиболее известна как актриса шведского театра конца XIX в.

## Биография
Маргарита Морель родилась во Франции в Ла-Рошели в 1737 г. Вместе с матерью и двумя сёстрами в 1748—1753 гг. она работала в труппе Дю Лонделя, которая выступала в Дании при королевском дворе. В 1753 г. французская труппа была приглашена в Стокгольм, Маргарита с мамой и сёстрами присоединилась к ней только в 1755 г.
Труппа Дю Лонделя летом для знати давала представления в театрах Confidencen и Дроттнингхольмском театре, зимой для простой публики — в театре Bollhuset зимой. Труппа насчитывала до 20 актёров и считалась большой, ей оказывали покровительство королевский двор и шведская аристократия. Маргарита дебютировала в августе 1755 г., добившись признания у зрителей и королевы Луизы.
Маргарита Дю Лондель обучалась одновременно актёрскому мастерству, пению и танцу. В операх она выступала в качестве субреток, как певица — выступала с концертами, как актриса — играла в лирических пьесах. Благодаря её многогранному таланту Маргариту наряду с Мари Батист называли одной из лучших артисток того времени. Опера и спектакли ставились на французском языке, а потому были доступны только для образованных высших классов. Балет же был понятен всем, а потому Маргарита стала одной из популярных актрис, и её имя часто писали в рекламе и анонсах для привлечения в театр широкой публики. Одно из самых дорогих выступлений в Дроттнингхольмском театре — премьера балета L’Eroe Cines Франческо Уттини — состоялось 14 мая 1757 г. и принесло 6 тысяч серебряных риксдалеров.
Кроме выступлений в театре Маргарита в 1757—1759 гг. преподавала французский язык и танец принцессе Софии Альбертине.
В 1759 г. Маргарита Морель вышла замуж за актёра и режиссёра Луи Дю Лонделя и взяла его фамилию.
Маргарита была также известна как любовница короля Адольфа Фредрика в период между 1760 и 1765 гг. и даже жила в королевском дворце отдельно от официального мужа. Королева Луиза была в курсе этой любовной интриги, но мирилась с ней при условии, что она не выйдет за рамки приличия и не станет источником досужих разговоров и сплетен. От связи Маргариты с королём в 1761 г. родился сын, названный Фредриком. Впрочем, роман Маргариты с королём оборвался около 1765 г., когда Адольф Фредрик нашёл себе новую пассию — Уллу фон Ливен. После смерти Адольфа Фредрика в 1771 г. королева Луиза пообещала заботиться о королевском отпрыске, но тот тоже вскоре умер.
В том же 1771 г. на шведский престол взошёл Густав III и распустил французскую труппу Дю Лонделя. Он предложил остаться только Маргарите и её мужу, чтобы они обучали актёров шведского национального театра, и даже установил им пенсию, но они предпочли покинуть Швецию и уехать во Францию, и в 1778 г. жили в Меце. Дю Лондели всё же вернулись в Швецию, поскольку в 1792 г. началась Великая Французская революция, а Луи Дю Лондель был благородного происхождения со стороны матери и симпатизировал роялистам. В 1793 г. Луи умер, а правительство Густава IV лишило Маргариту пенсии мужа. Последние годы жизни она провела на средства своих друзей, дочери Марии Луизы Дю Лондель и её мужа Луи Галлодье.